# 朗顿·德珍
朗顿·德珍（1976年—）女，藏族，生于西藏自治区拉萨市尼木县，中华人民共和国画家。

## 生平
9岁时，到拉萨市群众艺术馆学习绘画，曾在一次全国性儿童绘画比赛中获三等奖。1994年到1999年，在西藏大学艺术系美术专业学习。在大学期间，形成了独特的绘画风格。毕业后，随姐姐在拉萨盲童学校担任义务翻译，随后留在该校教盲童们学习藏语、汉语、手指练习、美术。
2001年，朗顿·德珍的作品《我的姐妹》在中国美术家协会和中国少数民族美术促进会举办第五届中国各民族“民族百花奖”中获得银奖。2010年，第五届“珠穆朗玛艺术奖”中作品《我的姐妹》被评为铜奖。2011年，作品《我们离太阳最近》获《美术报》年度人物称号。

## 画展
2002年，广州，妇女画展。
2004年，北京、上海、广州等地，雪域彩练——西藏当代绘画展。
2005年，新加坡，雪域画派作品展。
2006年，澳大利亚，西藏当代绘画展。
2006年，尼泊尔，中国西藏当代绘画展。
2007年，北京可创艺苑，“西藏我的家”当代绘画邀请展。
2008年，北京今日美术馆，“今日西藏”艺术展。
2008年，新加坡余新美术馆，“净界，境界”画展。
2009年，英国若丝-若丝画廊，“我们离太阳最近”个人画展。
2009年，中国文联在北京、意大利举办，“灵感高原”中国美术作品展。
2011年，北京民族文化宫，大美西藏――西藏当代绘画邀请展。
2012年，上海美术馆，藏韵——2012西藏当代绘画邀请展。